# Dolfirado
Dolfirado was een Dolfinarium in Stein. Het dolfinarium was een voortzetting van Dolfirodam, welke door noodzakelijke nieuwbouw in 1980 ophield met bestaan. De naam Dolfirado is een combinatie van dolfijn en El Dorado.

## Geschiedenis
In 1980 werd het Dolfirodam in Scharendijke gesloten doordat het complex waarin het dolfinarium zich huisvestte in slechte staat was, nieuwbouw niet mogelijk was en de vergunning ingetrokken werd. Er werd daarom gekeken naar een nieuwe locatie om verder te gaan en die werd gevonden in het Limburgse plaatsje Stein, waar een geheel nieuw dolfinarium gebouwd werd. De naam werd gewijzigd in Dolfirado en het dolfinarium werd onderdeel van het nieuwe recreatieoord Steinerbos.
Het dolfinarium draaide in het begin niet zoals verwacht. Door de recessie in de jaren 1980, welke vooral in Limburg goed te voelen was, gaven bezoekers minder uit en kwam het park in financiële problemen. In 1985 werd het park uiteindelijk failliet verklaard en op 2 september 1985 sloot het park de deuren. In de maanden daarna werd het park verkocht aan de eigenaren van Dolfirama, waarna in 1986 het park weer de deuren opende met vernieuwde shows. In 1987 werd het gebouw waarin Dolfirado was gehuisvest getroffen door een brand. De dieren waren op dat moment in hun winterverblijven in Zandvoort. Doordat het gebouw niet verzekerd was moest het park uiteindelijk definitief de deuren gaan sluiten.  Na sluiting waren de overgebleven tuimelaars verhuisd naar Boudewijn Seapark. In 2002 werden de restanten van het dolfinarium volledig gesloopt.

## Diersoorten
Het dolfinarium had in de beginperiode zeven tuimelaars, twee zeeleeuwen, waarvan een kort na opening overleed en drie zeeberen. De tuimelaars waren overgekomen van Dolfirodam. Gedurende het bestaan werden ook verschillende dieren tijdelijk opgevangen en een zeebeer geboren. Zo waren er bijvoorbeeld twee dolfijnen uit Safaripark Gänsendorf wegens renovatie aan hun bassin tijdelijk aanwezig. Er waren plannen om enkele andere zeezoogdieren zoals een walrus, een orka en een zeeolifant te houden, maar van deze plannen kwam uiteindelijk niets terecht.
Aeres MBO Barneveld ·
Almere Jungle ·
Animal Farm ·
Apenheul ·
AquaZoo Leeuwarden ·
Aquazoo Leerdam ·
Artis ·
Artisklas Haarlem ·
Berkenhof Tropical Zoo ·
BestZoo ·
Botanische Tuinen Universiteit Utrecht ·
Center Parcs Het Heijderbos ·
Centrum voor Natuur- en Milieu Educatie ·
WaterLand Neeltje Jans ·
DierenPark Amersfoort ·
Dierenpark De Oliemeulen ·
Dierenpark Zie-ZOO ·
Diergaarde Blijdorp ·
DoeZoo Insektenwereld ·
Dolfinarium Harderwijk ·
Ecomare ·
Eindhoven Zoo ·
Faunapark Flakkee ·
Fort Kijkduin ·
GaiaZOO ·
Hof van Eckberge ·
Informatiecentrum De Noordwester ·
Kabouterland ·
Kasteelpark Born ·
Koninklijke Burgers' Zoo ·
Dierenpark Hoenderdaell ·
Muzeeaquarium Delfzijl ·
Natuurcentrum Ameland ·
Omnium Goes Tropisch bos ·
Ouwehands Dierenpark ·
Pantropica ·
Passiflorahoeve ·
Plaswijckpark ·
Reptielenhuis De Aarde ·
Reptielenzoo Iguana ·
Safaripark Beekse Bergen ·
Sea Life Scheveningen ·
Stichting AAP ·
Stichting Das & Boom ·
Taman Indonesia ·
Texel ZOO ·
Uilen- en Dierenpark De Paay ·
Van Blanckendaell Park ·
Vlinderparadijs Papiliorama ·
Vlinders aan de Vliet ·
Vlindersafari ·
Vlindertuin De Kas ·
Vlindorado ·
Vogelpark Avifauna ·
Vogelpark Ruinen ·
Vogelrevalidatiecentrum Zundert ·
Wereldtuinen Mondo Verde ·
Wildlands Adventure Zoo Emmen ·
Wonderwereld ·
Zee Aquarium Bergen aan Zee ·
ZooParc Overloon ·
Zoo Veldhoven
Opgeheven: Animali Vogel- en dierenpark · Noorder Dierenpark Emmen · Dierenpark Wassenaar · Dierenpark Wissel · Dolfirama · Dolfirado · Dolfirodam · Grottenaquarium Valkenburg · Fazanterie de Rooie Hoeve · Haagse Dierentuin · Kasteeltuinen Arcen · Klant’s Dierentuin · Klein Costa Rica · Labyrinth Boekelo · Papegaaienpark N.O.P. · Reptielenzoo "SERPO" · Schildpaddencentrum · Stonehenge Wildlife · Tilburgs dierenpark · Tropisch Oosten · Vogel- en wandelpark Abbeweer · Zodiac Zoos